# Alconada de Maderuelo
Alconada de Maderuelo es un municipio y localidad española de la provincia de Segovia, en la comunidad autónoma de Castilla y León, localizada entre Ayllón y Maderuelo cerca de la Cañada Real Soriana Occidental y de la cola del embalse de Linares en el río Riaza.

## Geografía

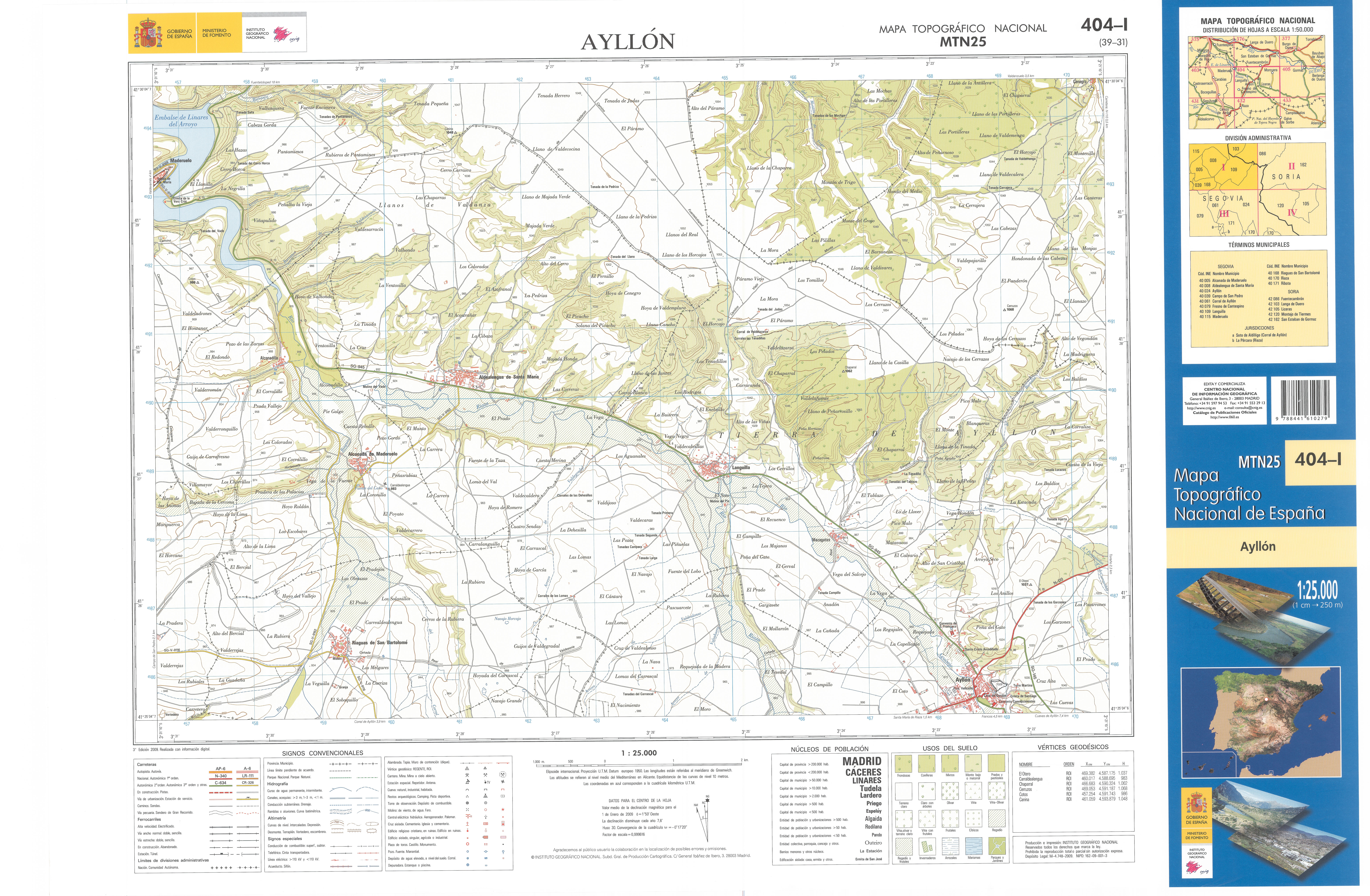
Fragmento de la hoja 404 del Mapa Topográfico Nacional de España de 2009 en el que se representa Alconada de Maderuelo

| Noroeste: Maderuelo          | Norte: Maderuelo              | Noreste: Aldealengua de Santa María |
| Oeste: Maderuelo             |                               | Este: Aldealengua de Santa María    |
| Suroeste: Campo de San Pedro | Sur: Riaguas de San Bartolomé | Sureste: Languilla                  |

## Historia
Miñano en su Diccionario Geográfico-Estadístico, lo cita en 1826 como Lugar Secular de Halconada, aunque lo cita también como Villa Realenga de Alconada, con 29 vecinos y 125 habitantes, perteneciente a la provincia de Burgos, partido de Aranda de Duero, jurisdicción de Maderuelo. En un suplemento se cita con 131 habitantes.
Pascual Madoz, publicó el Diccionario Geográfico Estadístico e Histórico de España y sus posesiones de Ultramar 1846-1850. en el se describen las dos poblaciones que hoy forman el municipio de Alconada de Maderuelo (Alconada y Alconadilla), cuyos Ayuntamiento pertenecían a la Provincia de Segovia y al partido Judicial de Riaza. se describen los medios de subsistencia. Los habitantes de estos pueblos sumaban 157 en concreto Alconada 37 vecinos y 107 almas y Alconadilla 13 vecinos y 50 almas
Estuvo integrada en la provincia de Burgos en un intento de reforma de los límites provinciales a inicios del siglo XIX. Anexo:División administrativa de Burgos (1826-1829). Al realizarse la actual división de provincias, en el año 1833 los pueblos quedaron en Segovia.
Hasta la reforma de la nomenclatura municipal de 1916 el municipio se llamaba simplemente Alconada. En dicha fecha su nombre fue modificado por el de Alconada de Maderuelo.
Consta de las poblaciones de Alconada de Maderuelo y de Alconadilla (desde entre 1850 y 1857 aproximadamente).
Está integrada en la Comunidad de Villa y Tierra de Maderuelo.

## Demografía
Cuenta con una población de 26 habitantes (INE 2024).
| Gráfica de evolución demográfica de Alconada de Maderuelo entre 1842 y 2021 |
| |
| Población de derecho según los censos de población del INE. Población de hecho según los censos de población del INE.En 1857 crece el término del municipio porque incorpora a Alconadilla. |

### Población por núcleos
Desglose de población según el Padrón Continuo por Unidad Poblacional del INE.
| Núcleos               | Habitantes (2024) |
| --------------------- | ----------------- |
| Alconada de Maderuelo | 20                |
| Alconadilla           | 6                 |

## Economía
La población se dedica principalmente a la agricultura, cultivo de cebada en su mayoría, y a la ganadería ovina y vacuna.

## Administración y política

### Lista de alcaldes
| Periodo   | Nombre                          | Partido | Partido   |
| --------- | ------------------------------- | ------- | --------- |
| 1979-1983 | Ruperto Cáceres Mateo           |         | UCD       |
| 1983-1987 | Honorio Arranz Guijarro         |         | AP-PDP-UL |
| 1987-1991 | Pedro Asenjo Martín             |         | PSOE      |
| 1991-1995 | Primitivo Arranz Martín         |         | PSOE      |
| 1995-1999 | José Manuel Cáceres Águeda      |         | PP        |
| 1999-2003 | José Manuel Cáceres Águeda      |         | PP        |
| 2003-2007 | Francisco Javier Cáceres Águeda |         | PP        |
| 2007-2011 | María Pilar Berzal Martín       |         | PP        |
| 2011-2015 | María Pilar Berzal Martín       |         | PP        |
| 2015-2019 | María Pilar Berzal Martín       |         | PP        |
| 2019-2023 | María Pilar Berzal Martín       |         | PP        |
| 2023-act. | María Pilar Berzal Martín       |         | PP        |

Elecciones a la Diputación Provincial
El municipio pertenece al distrito electoral del partido judicial de Riaza en la Diputación Provincial de Segovia.

## Cultura

### Patrimonio
- Iglesia de San Martín de Tours, templo barroco en lo más alto del pueblo, destaca por ser una de las pocas que tienen el altar orientado al este;
- Iglesia de la Presentación de Nuestra Señora de Alconadilla;
- Palomares tradicionales castellanos;
- Antigua fuente de dos caños y poza.[11][12]

### Fiestas
- San Luis Gonzaga, fiesta de la juventud, el 21 de junio;
- San Martín de Tours, el 11 de noviembre;
- Semana Cultural, en el mes de agosto;
- Nuestra Señora de la Presentación en Alconadilla, el primer fin de semana de agosto.[11][12]

### Gastronomía
- Lechazo asado, y la realización de dulces caseros y de los embutidos tras la matanza.[13]